# CLDN10
CLDN10‏ (Claudin 10) هوَ بروتين يُشَفر بواسطة جين CLDN10 في الإنسان.
ينتمي هذا الجين إلى مجموعة الكلودينات.
يُشفِّر هذا الجين أحد أفراد عائلة الكلودينات. الكلودينات هي بروتينات غشائية مدمجة ومكونات لخيوط الوصلات الضيقة. تعمل خيوط الوصلات الضيقة كحاجز مادي يمنع المواد المذابة والماء من المرور بحرية عبر الفراغ بين الخلايا الظهارية أو البطانية. وقد تم تحديد نسختين متماثلتين من هذا الجين، متصالبتين بالتبادل، تُشفِّران أشكالًا متماثلة مختلفة.